# Helle Thomsen
Helle Thomsen, né le 30 novembre 1970, est une ancienne joueuse danoise de handball, devenue entraîneuse. 
En décembre 2021, elle est prend la direction des Neptunes de Nantes pour 6 mois, d'abord en tant qu'adjointe de Guillaume Saurina, puis pour le remplacer en février 2022 avant d'être confirmée à son poste en mai 2022. En 2024, Thomsen retrouve le club roumain du CSM Bucarest.

## Palmarès en tant qu'entraîneur

### En club
compétitions internationales
- Ligue des champions :
  - 3e en 2018 (avec le  CSM Bucarest)
- Ligue européenne :
  - 3e en 2024 (avec les  Neptunes de Nantes)
- Coupe d'Europe des vainqueurs de coupe :
  - Vainqueure en 2015 (avec le  FC Midtjylland)

compétitions nationales
- Championnat du Danemark :
  - Championne en 2013 et 2015 (avec le  FC Midtjylland)
  - Vice-championne en 2014 et 2016 (avec le  FC Midtjylland)
- Coupe du Danemark :
  - Vainqueure en 2013, 2015 et 2016 (avec le  FC Midtjylland)
  - Finaliste en 2014 (avec le  FC Midtjylland)
- Championnat de Roumanie :
  - Championne en 2018 (avec le  CSM Bucarest)
- Coupe de Roumanie :
  - Vainqueure en 2018 (avec le  CSM Bucarest)
- Supercoupe de Roumanie (ro)
  - 'Vainqueure en 2017 (avec le  CSM Bucarest)

- Championnat de Turquie :
  - Championne en 2021 (avec le  Kastamonu Belediyesi GSK)
- Coupe de Turquie :
  - Vainqueure en 2021 (avec le  Kastamonu Belediyesi GSK)

### En sélection
championnat du monde
- troisième du Championnat du monde 2017 en Allemagne (avec les Pays-Bas)

championnat d'Europe
- troisième du championnat d'Europe 2014 en Hongrie et Croatie (avec la Suède[2])
- finaliste du championnat d'Europe 2016 en Suède (avec les Pays-Bas)
- troisième du championnat d'Europe 2018 en Hongrie et Croatie (avec la Pays-Bas)